# 兰波尼奥韦尔纳
兰波尼奥韦尔纳（義大利語：Ramponio Verna），曾是意大利科莫省的一个市镇。总面积4平方公里，人口412人，人口密度103.0人/平方公里（2009年）。ISTAT代码为013194。
2017年1月1日兰波尼奥韦尔纳与另外两个市镇一起合并为新的上因泰尔维谷市镇，从而成为新市镇的一个分区。